# Androtropie
Der Begriff Androtropie (Synonym: Androtropismus) bezeichnet das gehäufte Vorkommen einer medizinischen Abweichung (etwa einer Chromosomenbesonderheit, Krankheit oder Fehlbildung) bei Männern und Jungen. Daraus ergibt sich ein deutlich unausgeglichenes Geschlechterverhältnis bezüglich der Häufigkeit des Auftretens der Abweichung. Die Entsprechung beim weiblichen Geschlecht ist Gynäkotropie.
Eine Androtropie kann vielfältige Ursachen haben. In vielen Fällen können genetische oder hormonelle Unterschiede identifiziert werden. Weiterhin können Krankheiten bei Männern und Frauen unterschiedlich in Erscheinung treten, was dazu führen kann, dass sie bei einem Geschlecht häufiger diagnostiziert werden. Zudem neigen Frauen und Männer im Durchschnitt zu unterschiedlichem Gesundheits- und Risikoverhalten.
Beispiele für medizinische Abweichungen mit einer Androtropie:
- C-Syndrom,
- Dravet-Syndrom,
- West-Syndrom (BNS-Epilepsie),
- Down-Syndrom (Trisomie 21),
- Norrie-Syndrom,
- Arteriosklerose
- Granulomatose mit Polyangiitis,
- Porphyria congenita (Morbus Günther),
- Perthes(-Calvé-Legg-Waldenström)-Krankheit (Maydl-Krankheit),
- Whipple-Krankheit,
- Wolff-Parkinson-White-Syndrom,
- Dyskeratosis follicularis,
- Dysgammaglobulinämie Typ I (Hyper-IgM-Syndrom),
- Frühkindlicher Autismus,
- Asperger-Syndrom,
- Landau-Kleffner-Syndrom,
- Farbenfehlsichtigkeit.